# Lista filmelor estone propuse la Oscar pentru cel mai bun film străin
Aceasta este lista tuturor filmelor propuse de Estonia pentru Premiul Oscar pentru cel mai bun film străin. Estonia a avut propuneri la Oscar pentru cel mai bun film străin din 1992. Doar un film a fost nominalizat Mandariinid (Tangerines) în 2014.

## Lista filmelor
| An (Ceremonie) | Titlul filmului la nominalizare | Titlul original                             | Regizor                    | Rezultat      |
| -------------- | ------------------------------- | ------------------------------------------- | -------------------------- | ------------- |
| 1992 (65th)    | Those Old Love Letters          | Need vanad armastuskirjad                   | Mati Põldre                | Nenominalizat |
| 2001 (74th)    | The Heart of the Bear           | Karu süda                                   | Arvo Iho                   | Nenominalizat |
| 2004 (77th)    | Revolution of Pigs              | Sigade revolutsioon                         | Jaak Kilmi, René Reinumägi | Nenominalizat |
| 2005 (78th)    | Shop of Dreams                  | Stiilipidu                                  | Peeter Urbla               | Nenominalizat |
| 2007 (80th)    | The Class                       | Klass                                       | Ilmar Raag                 | Nenominalizat |
| 2008 (81st)    | I Was Here                      | Mina olin siin                              | René Vilbre                | Nenominalizat |
| 2009 (82nd)    | December Heat                   | Detsembrikuumus                             | Asko Kase                  | Nenominalizat |
| 2010 (83rd)    | The Temptation of St. Tony      | Püha Tõnu kiusamine                         | Veiko Õunpuu               | Nenominalizat |
| 2011 (84th)    | Letters to Angel                | Kirjad Inglile                              | Sulev Keedus               | Nenominalizat |
| 2012 (85th)    | Mushrooming                     | Seenelkäik                                  | Toomas Hussar              | Nenominalizat |
| 2013 (86th)    | Free Range                      | Free Range: Ballaad maailma heakskiitmisest | Veiko Õunpuu               | Nenominalizat |
| 2014 (87th)    | Tangerines                      | Mandariinid                                 | Zaza Urushadze             | Nominalizat   |
| 2015 (88th)    | 1944                            | 1944                                        | Elmo Nüganen               | Nenominalizat |
| 2016 (89th)    | Mother                          | Ema                                         | Kadri Kõusaar              | Nenominalizat |
| 2017 (90th)    | November                        | November                                    | Rainer Sarnet              | Nenominalizat |
| 2018 (91st)    | Take It or Leave It             | Võta või jäta                               | Liina Triškina-Vanhatalo   | Nenominalizat |
| 2019 (92nd)    | Truth and Justice               | Tõde ja õigus                               | Tanel Toom                 | Listă scurtă  |
| 2020 (93rd)    | The Last Ones                   | Viimased                                    | Veiko Õunpuu               | Nenominalizat |
| 2021 (94th)    | On the Water                    | Vee peal                                    | Peeter Simm                | Nenominalizat |